# Primark
Primark je irský oděvní maloobchod, provozovaný v Belgii, Irsku, Rakousku, Německu, Portugalsku, Španělsku, Nizozemsku, Francii, Slovensku, USA, Kanárských ostrovech, Spojeném království a od roku 2021 v Česku. V Irsku je Primark znám jako obchod Penneys. Hlavní sídlo společnosti se nachází v irském Dublinu. Jedná se o dceřinou společnost britské holdingové společnosti Associated British Foods Plc (ABF), fungující jako společnost zpracovávající jídlo. Primark byl poprvé otevřen v červnu 1969 v Mary Street v Dublinu.
Primark je populární především nízkou cenou a módním vzhledem svého zboží. Na trhu díky těmto faktům konkuruje známým firmám ve stejném odvětví. Společnost využívá levné zdroje, jednoduché návrhy, látky a materiály. Primark je proto často kritizován kvůli špatným pracovních podmínkám zaměstnanců (tzv. sweatshop) i neekologickým konceptem podporující rychlou módu, tzv. fast fashion.

## Historie
Historie Primarku začíná roku 1969, kdy byl otevřen první obchod s názvem Penneys, a to v Mary Street v Dublinu. Tento obchod sklidil velký úspěch, jehož základem byla kombinace módního zboží a nízkých nákladů. Během jednoho roku pak byly vybudovány další čtyři obchody v okolí Dublinu.
Důležitým mezníkem celé historie Primarku je rok 1971. V tomto roce byl postaven obchod v Corku, což byla první prodejna mimo Dublin. Úspěch této prodejny vedl ke vzniku dalších 11 obchodů v Irsku a jednoho v Severním Irsku; počet obchodů zvaných Penneys (pouze v Irsku) tak vzrostl na 18.

### Rozšíření do Velké Británie
Roku 1973 byl otevřen první obchod s názvem Primark ve Spojeném království, v Derby. Následující rok pak v Bristolu. V průběhu následujících deseti let, mezi roky 1974 až 1984, bylo otevřeno 18 obchodů Primark ve Velké Británii a 9 v Irsku.
V letech 1984 až 1994 bylo otevřeno 13 obchodů  Primark ve Velké Británii a 12 v Irsku. Počet již vybudovaných Primarků ve Velké Británii tak činil 32 a v Irsku dokonce 34 obchodů. Obchod, který byl považován za hlavní článek prodejen Primark, byl koupen v roce 1992 v O'Connell Street v Dublinu. V roce 2000 měl Primark 108 obchodů, 75 ve Velké Británii a 33 v Irsku. V říjnu 2001 byl otevřen obchod v Manchesteru a roku 2002 byly otevřeny také v Glasgow a Birminghamu.

### Rozšíření do Španělska
V květnu 2006 došlo k otevření prvního obchodu ve španělském Madridu a ještě téhož roku v září následoval druhý v Murcii. V dubnu roku 2007 byl otevřen Primark na londýnské Oxford Street a ještě téhož roku byla zahájena činnost obchodu v Liverpoolu.
Ani Španělsku se nevyhnulo rozšíření, protože přibylo devět prodejen, a to v Jerezu, v Xanadu (Madrid), Bilbau, Islazulu, Oviedu, Madridu, Zaragoze, Asturii a ve městě A Coruña.

### Rozšíření do Nizozemska, Portugalska, Německa, Rakousko a Belgie
V prosinci roku 2008 došlo k prvnímu otevření prodejny Primark v Nizozemsku, a to ve městě Rotterdam. Květen 2009 byl významný vybudováním prvního obchodu v Portugalsku (Lisabon) a prvním otevřením Primarku v Německu (Brémy). V prosinci 2009 společnost otevřela svou první prodejnu v Belgii (Lutych). K roku 2013 se v Německu nachází 10 obchodů prodávajících zboží Primarku, v Portugalsku je to 6, v Nizozemsku 4 a v Belgii zůstává stále jedna. Došlo i k rozšíření do Rakouska, kde byly k roku 2013 dvě prodejny.

### Otevření Primarku v Česku

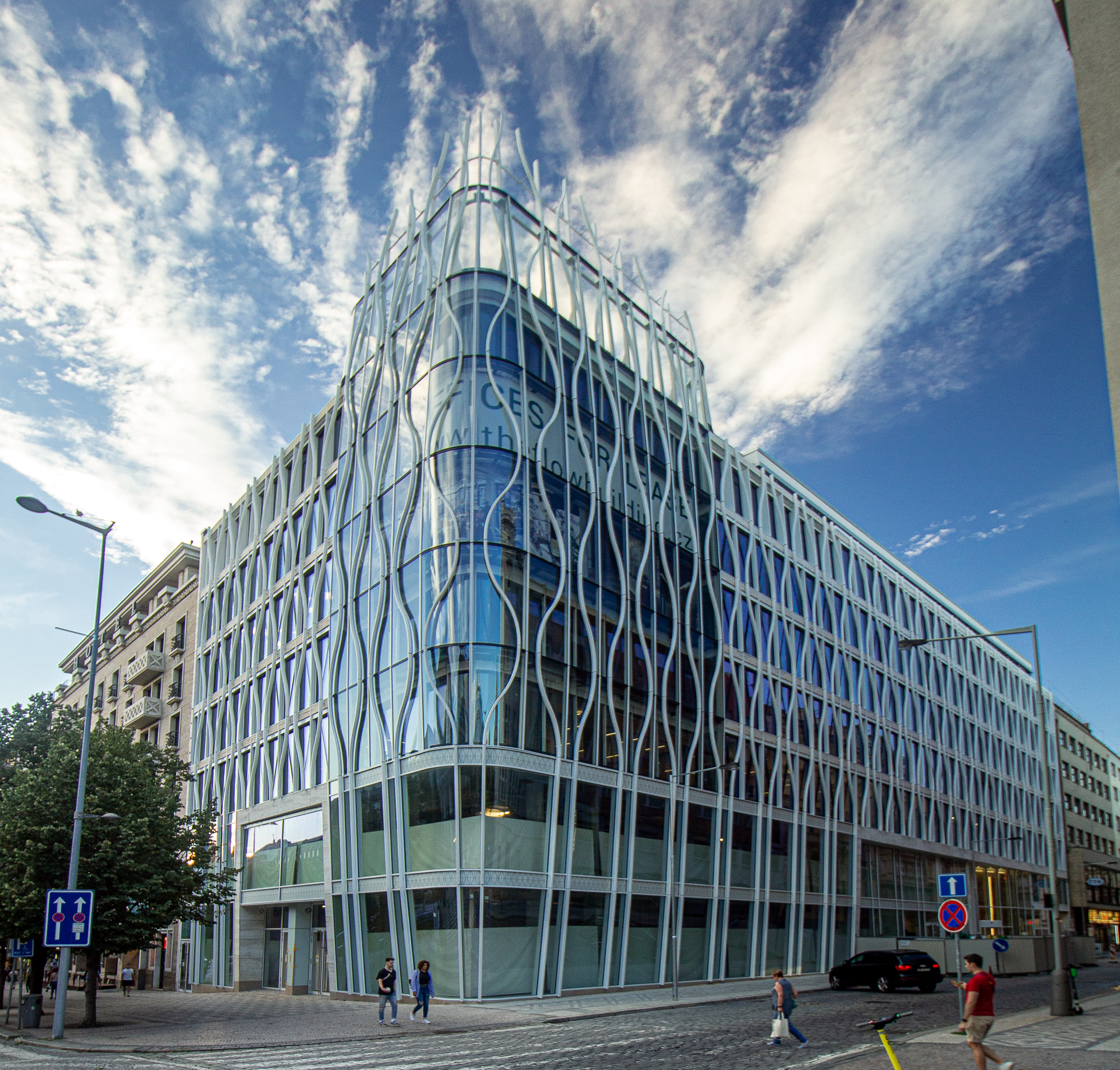
Prodejna Primark na Václavském náměstí v Praze

V únoru roku 2019 bylo oznámeno, že Primark otevře také první obchod v Praze, a to v novostavbě The Flow Building na rohu Václavského náměstí a Opletalovy ulice. Otevření obchodu bylo pozdrženo kvůli ztíženým maloobchodním podmínkám v důsledku probíhající pandemie covidu-19. Historický první obchod v ČR Primark otevřel 17. června 2021.
Krátce po otevření prvního kamenného obchodu Primark v Praze se začalo hovořit i o dalším chystaném obchodu Primark v České republice a to konkrétně v Brně, v obchodním centru OC Olympia. K otevření brněnské pobočky Primark o podlahové rozloze 3600 m čtverečních pak dochází 14. září 2022. 

## Kritika

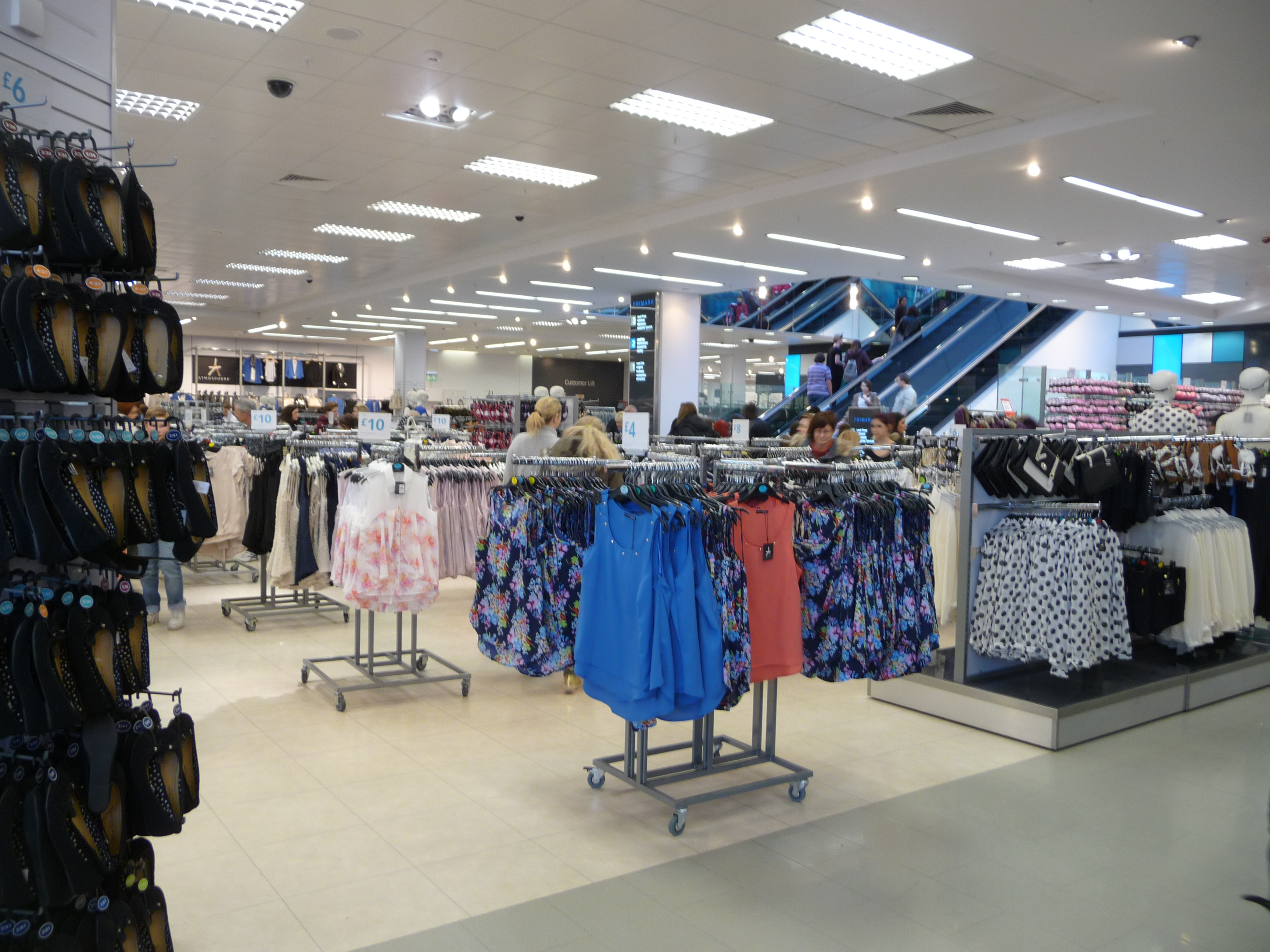
Primark je kritizován za nízkou kvalitu oděvů, špatné pracovní podmínky zaměstnanců i podporování konceptu fast fashion.

Značka je dlouhodobě kritizována za špatné pracovní podmínky zaměstnanců (tzv. sweatshop), dětskou práci, porušování autorských práv i podporování neudržitelného módního konceptu rychlé módy, tzv. fast fashion. Oděvy jsou z nekvalitních a neudržitelných materiálů, jsou předurčeny k rychlé spotřebě.
Lidé z jihoasijských zemí vyrábějící oblečení pro Primark pracují často sedm dní v týdnu a to při dvanáctihodinové pracovní době. V několika kusech oblečení nalezli zákazníci vzkazy s voláním o pomoc a informace o nelidských podmínkách, které panují v asijských továrnách na oblečení. Obchod je označil za podvrh.
Obchodní prodejna Primark v březnu 2010 obvinila jednoho ze svých velkých dodavatelů TNS Knitwear dovážejících do Primarku velkou část zboží. Tento dodavatel byl obviněn z toho, že svým zaměstnancům pocházejícím z Afghánistánu, Pákistánu a Indie vyplácí nízkou mzdu, a to 3 libry na hodinu. Ve výsledku Primark ukončil spolupráci se svými třemi dodavateli.

## Seznam obchodů
Souhrn počtu obchodů, aktuální k roku 2022.
| Země               | Počet obchodů k roku 2024 | Rok vstupu na trh |
| ------------------ | ------------------------- | ----------------- |
| Spojené království | 174                       | 1973              |
| Irsko              | 32                        | 1969              |
| Španělsko          | 38                        | 2006              |
| Německo            | 19                        | 2009              |
| Portugalsko        | 8                         | 2009              |
| Nizozemsko         | 12                        | 2008              |
| Rakousko           | 4                         | 2012              |
| Belgie             | 4                         | 2009              |
| Francie            | 6                         | 2013              |
| USA                | 27                        | 2015              |
| Itálie             | 7                         | 2014              |
| Polsko             | 4                         | 2020              |
| Česko              | 3                         | 2021              |
| Slovinsko          | 1                         | 2019              |
| Rumunsko           | 3                         | 2022              |
| Slovensko          | 1                         | 2023              |
| Maďarsko           | 1                         | 2024              |
| Celkem             | 306                       |                   |